# 菊普
菊普是在香港及廣東一帶茶樓中流行的一種飲料，主要是以普洱茶葉加上杭菊沖泡成的花茶。
在中醫食療角度，菊普有助心煩易怒、失眠多夢等症，更有消脂、清熱、明目等作用，但不適合脾胃虛弱人士。